# Carl Georg Kirchner

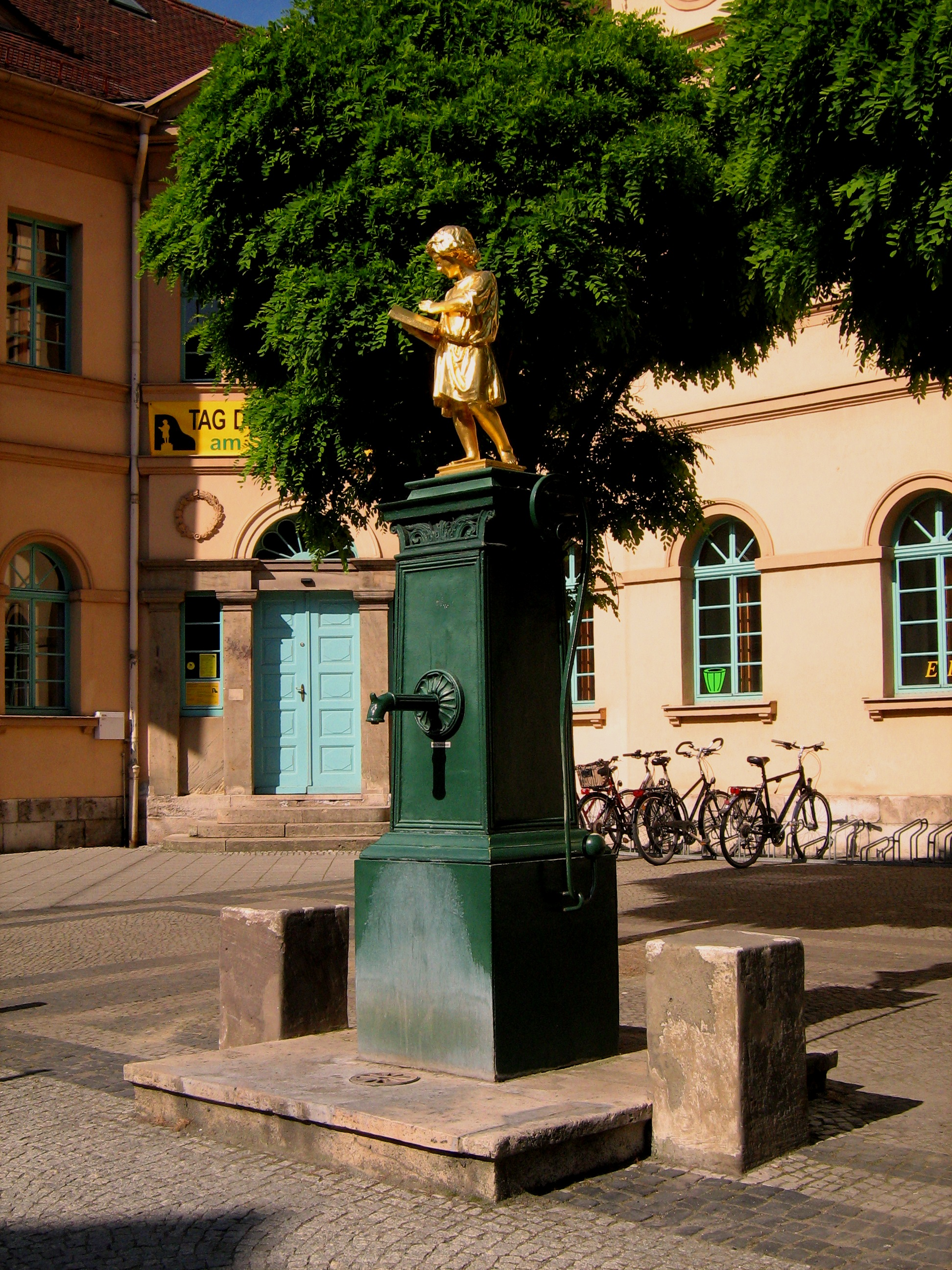
Bürgerschulbrunnen in Weimar

Carl Georg Kirchner (1808–1858) war ein deutscher Schullehrer, Architekt und Bauinspektor in Weimar.

## Leben
Kirchner erhielt ein Reisestipendium und wurde 1828 nach bestandenem „Bau-Conducteur-Examen“ und nach Rückkehr von seiner Studienreise in England und Frankreich in die Weimarer Oberbaubehörde übernommen, die unter der Leitung von Clemens Wenzeslaus Coudray stand. Coudray wiederum war es, der die Prüfungsordnung überhaupt festlegte. Die Anstellung bei der Oberbaubehörde kam auch auf Betreiben Goethes zustande, weil Kirchner ihm die richtigen Voraussetzungen mitzubringen schien. Außerdem wollte Goethe Kirchner als Lehrer an der Weimarer Baugewerkeschule haben. Kirchner studierte in Berlin Mathematik, Physik und Chemie und legte in Jena sein Examen an. Kirchner wurde als Lehrer für Chemie an der Baugewerkenschule angestellt. Nach dem Tode Coudrays 1845 war er weiterhin in der Oberbaubehörde unter Carl Heinrich Ferdinand Streichhan tätig. So fertigte er 1847 eine Übersicht an über Wohnhäuser, die den Baubestimmungen nicht entsprachen. Er kam seiner Aufgabe ziemlich gründlich nach, was ihm zahlreiche Kritik Weimarer Bürger einbrachte.
Kirchner entwarf den Bürgerschulbrunnen in Weimar. Der Brunnen steht seit 1825 an dieser Stelle. Hauptsächlich entwarf Kirchner aber Pfarr- und Kirchenbauten. Kirchner entwarf u. a. die Kirche in Taubach. Kirchner entwarf auch die Kirche in Kleinrudestedt und die Dorfkirche Rutha. Kirchner entwarf aber auch Wohnbauten. Insgesamt trat Kirchner eher als Baubeamter in Erscheinung als mit eigenen Entwürfen, wenn mann einmal von dem Gebäude der Volkshochschule Weimar am Herderplatz 9 absieht, das 1857/59 entstand. Das gilt auch für seinen Kollegen Friedrich Christian Moeder.